# Olympische Winterspiele 1980/Teilnehmer (Belgien)
| Gelbes Symbol für Goldmedaillen mit stilisierten Olympischen Ringen | Graues Symbol für Silbermedaillen mit stilisierten Olympischen Ringen | Braundes Symbol für Bronzemedaillen mit stilisierten Olympischen Ringen |
| ------------------------------------------------------------------- | --------------------------------------------------------------------- | ----------------------------------------------------------------------- |
| —                                                                   | —                                                                     | —                                                                       |

Für Belgien nahmen an den Olympischen Winterspielen 1980 in Lake Placid zwei Skifahrer in den Ski Alpin Bewerben teil, keiner gewann eine Medaille.

## Teilnehmer nach Sportarten

### Ski Alpin(2)
- Didier Lamont
Abfahrt (Platz 34)
Riesenslalom (Platz 47)
Slalom (DNF)

- Henri Mollin
Abfahrt (Platz 33)
Riesenslalom (DNF)
Slalom (Platz 24)